# Sárgafülű kakadu
A sárgafülű kakadu (Cacatua sulphurea), korábban kis sárgabóbitás kakadu, a madarak osztályának a papagájalakúak (Psittaciformes) rendjéhez és a kakadufélék (Cacatuidae) családjához tartozó faj.

## Elterjedése, élőhelye
Indonézia szigetein honos: a Kis-Szunda-szigeteken (Balitól keletre Timor szigetéig (itt a sziget keleti politikailag önálló felén, Kelet-Timoron is él), Celebeszen és a szomszédos szigeteken, valamint a Jávai-tengeren található Masalembu-szigeteken. Mára több helyen nagyon megritkult, egyes helyekről ki is halt.
Jelenleg a Sumba szigetén élő narancsbóbitás alfajból él a legtöbb egyed; nagyjából 3200 madár. Ez a populáció sem egységes, hanem több mint 30 kisebb erdőfoltra tagolt.
Az alapfaj legnagyobb populációja Komodo szigetén van, ahol nagyjából 500 egyed élhet. Itt elsősorban a híres komodói varánusz túlélése céljából létrehozott nemzeti parkban jutnak részleges védelemhez, mivel ott tilos a favágás és a sok turista miatt a park védelmét fokozták, az illegális befogást sokkal inkább visszaszorították, mint Indonézia más részein.
Kisebb populációi élnek még jelenleg is Celebesz, Buton, Moyo és Timor szigetén is.
A kisebb szigeteken élő madarak sorsa sok esetben teljesen bizonytalan, a Cacatua sulphurea abbotti alfajból Masakambing szigetén 2008-ban már csak 10 egyedet találtak. Nagyon valószínű, hogy ez az alfaj a 21. században ki fog halni.
Ázsia délkeleti részén többfelé nagy tenyésztelepeken szaporítják; ezekről sok madár szökik el.
Szingapúrban az elvadult populáció szerencsésen egyre nő, bár ezen madarak nem alfajtiszták. Néhány száz egyedből álló félvad populációja van Hongkongban is.

## Megjelenése, felépítése
A törzsváltozat testhossza 33–34 centiméter, testtömege 308-380 g. Alapszíne fehér, fültájékán élénksárga folttal. Bóbitája élénk citromsárga. Nyakán kétoldalt és a hasán a tollak töve sárgás, miként evező- és farktollainak alsó felületén a belső zászlók többsége is. Szemgyűrűje krémfehér, a hím írisze fekete.
Lába és csőre is fekete.
A tojó valamivel kisebb, mint a hím. A csőre rövidebb, írisze vörösesbarna, bóbitája rövidebb.
|  |  |

## Alfajai
Az alfajok kinézete kevéssé tér el; megkülönböztetésük (a narancsbóbitás kakadu kivételével) nehéz.
- Cacatua sulphurea sulphurea (Johann Friedrich Gmelin, 1788) – Törzsalak; Celebesz és Buton szigete
- Cacatua sulphurea abbotti (Harry C. Oberholser, 1917)  – Masakambing szigete, a Masalembu-szigetek közül, kritikusan megritkult alfaj
- Cacatua sulphurea djampeana (Ernst Hartert, 1897) – Djampea, Alor és Pantar
- Cacatua sulphurea occidentalis (Ernst Hartert, 1898) – a Kis-Szunda-szigetek nyugati szigetei Bali és Lombok szigetétől keletre Alor szigetig
- Cacatua sulphurea parvula (Charles Lucien Bonaparte, 1850) – Timor kakadu; Sumbawa, Komodo, Flores, Timor szigete (Kelet-Timor is) és egyéb apróbb szigetek a Kis-Szunda-szigetek keleti részén
- Cacatua sulphurea citrinocristata – narancsbóbitás kakadu, a törzsalaknál valamivel nagyobb, kb. 35 cm-es.[2] Alapszíne sárgásabb, mint a többi alfajé, pofafoltja és bóbitája narancsszínű. Sumba szigetén él. Könnyen szelídíthető, nagyon barátságos. Különálló fajként 2022-ben választották le Sumba-szigeti kakadu (Cacatua citrinocristata) néven.[1]

Korábban a Cacatua sulphurea djampeana a Cacatua sulphurea occidentalis alfajokat beolvasztották az alapfajba. Egy 2014-ben lezajlott filogenetikai vizsgálat után 2022-ben ismerte el őket különálló alfajoknak a Nemzetközi Ornitológiai Szövetség. Ugyanez a vizsgálat javasolta egy további alfaj különválasztását, mely a Tukangbesi-szigeteken él, Cacatua sulphurea paulandrewi néven, de ezt a szövetség elutasította.

## Életmódja
Trópusi esőerdőkben él párban vagy kisebb csoportban. Ahol több az ennivaló, nagyobb csapat is összeverődhet.
Félénk természetű. Táplálékért olykor a falvak kertjeibe is bemerészkedhet, de ilyenkor is nagyon óvatos. 3–4 éves korára válik ivaréretté.

### Szaporodása
Az őszi hónapokban faüregekben költ, mindig vízközelben. Előtte az udvarló hím körülugrálja a tojót, és bóbitáját mozgatva hosszasan hajbókol előtte. Párzás után a tojó megcsipkedi a hím bóbitáját.
Fészekalja 2-3, kivételesen 5 tojásból is állhat. A fészkelési idő 60–70 nap, ebből a kotlás 24–25 nap. A hím a költésben és az etetésben is részt vesz. A kirepült fiókákat a szülők sokáig még odún kívül is etetik.

## Természetvédelmi helyzete

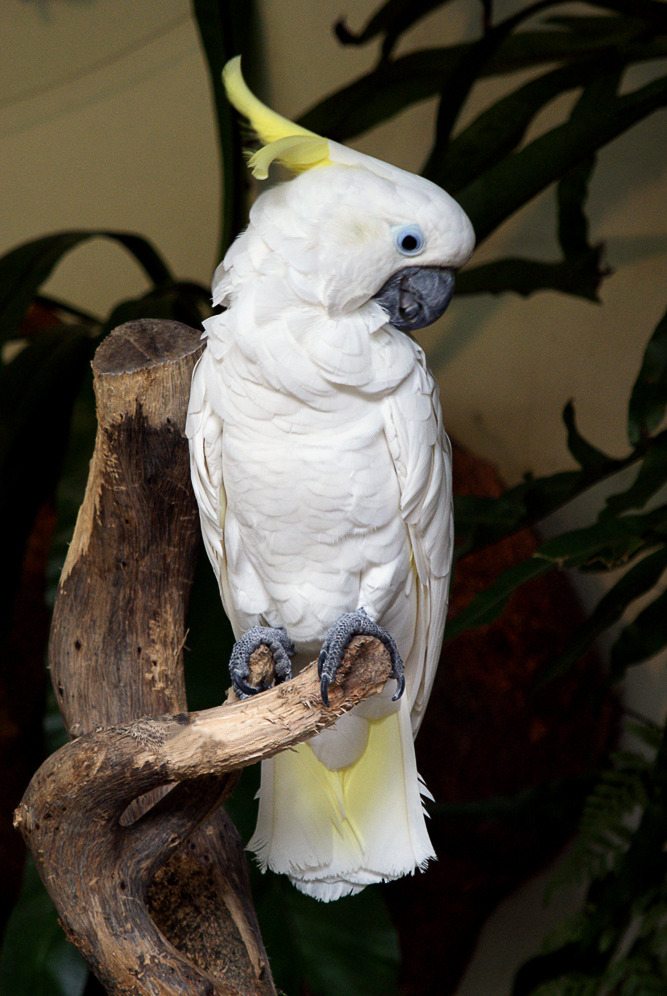
Aranyosarcú kakadu a Kuala Lumpur-i Madárparkban

Eredetileg elég gyakori fajnak számított őshazájában, de állományai a 20. század második felében nagyon megritkultak. Sok populációja teljesen összeomlott, lokálisan többfelé kihalt.
A ritkulás fő oka a díszmadár-kereskedelmi célú illegális befogás. Az egyedszám csökkenéséhez az erdőirtás is hozzájárult.
Összehangolt tenyésztéssel próbálják meg megmenteni a fajt a teljes kipusztulástól. Európában az Európai Állatkertek és Akváriumok Szövetsége felügyelete alá tartozó Európai Veszélyeztetett Fajok Programja (EEP) keretében tenyésztik a faj egyedeit.

## Tartása
Háziasítását a bennszülöttek kezdték el: a fészkekből kiszedett fiókákat otthon felnevelték és házi kedvencnek tartották.
Kedvelt kalitkamadár, megritkulásához is részben a nagy arányú illegális vadbefogás járult hozzá. Hosszú életű, szívós. Hamar szelídül; állandóan izgő-mozgó bóbitája mulatságos látványt kelt. Hangja nem olyan erős, mint nagyobb testű rokonaié. A tisztaságra kényes. Különösen a narancsbóbitás alfaj értelmes és tanulékony.
A magányosan tartott madárnak kb. 1 m³ hely kell, hogy jól érezze magát — párnak a háromszorosa kell. Nem könnyű összeillő párt találni, és a párkapcsolat gyakran ezután sem harmonikus. A fészekodú optimális mérete 50 cm * 40 cm * 60 cm.
Ha ketrecben vagy röpdében tartjuk, ügyelni kell arra, hogy a 2 mm-nél vékonyabb drótokat el tudja csípni. Ülőfáját is gyakran szétrágja. Szeret a földön kapirgálni.